# Castell d'Òtranto
El castell d'Otranto és la fortalesa de la ciutat homònima situada a la Pulla, a la província de Lecce.
Va ser construit per la Corona d'Aragó i va donar nom a la primera novel·la gòtica. Està estretament relacionat amb les muralles de la ciutat amb les quals forma un únic sistema defensiu. Forma part dels sistemes de defensa que històricament ha tingut Òtranto per la seva posició estratègica a la zona ja que és el punt més oriental d'Itàlia.

## Història

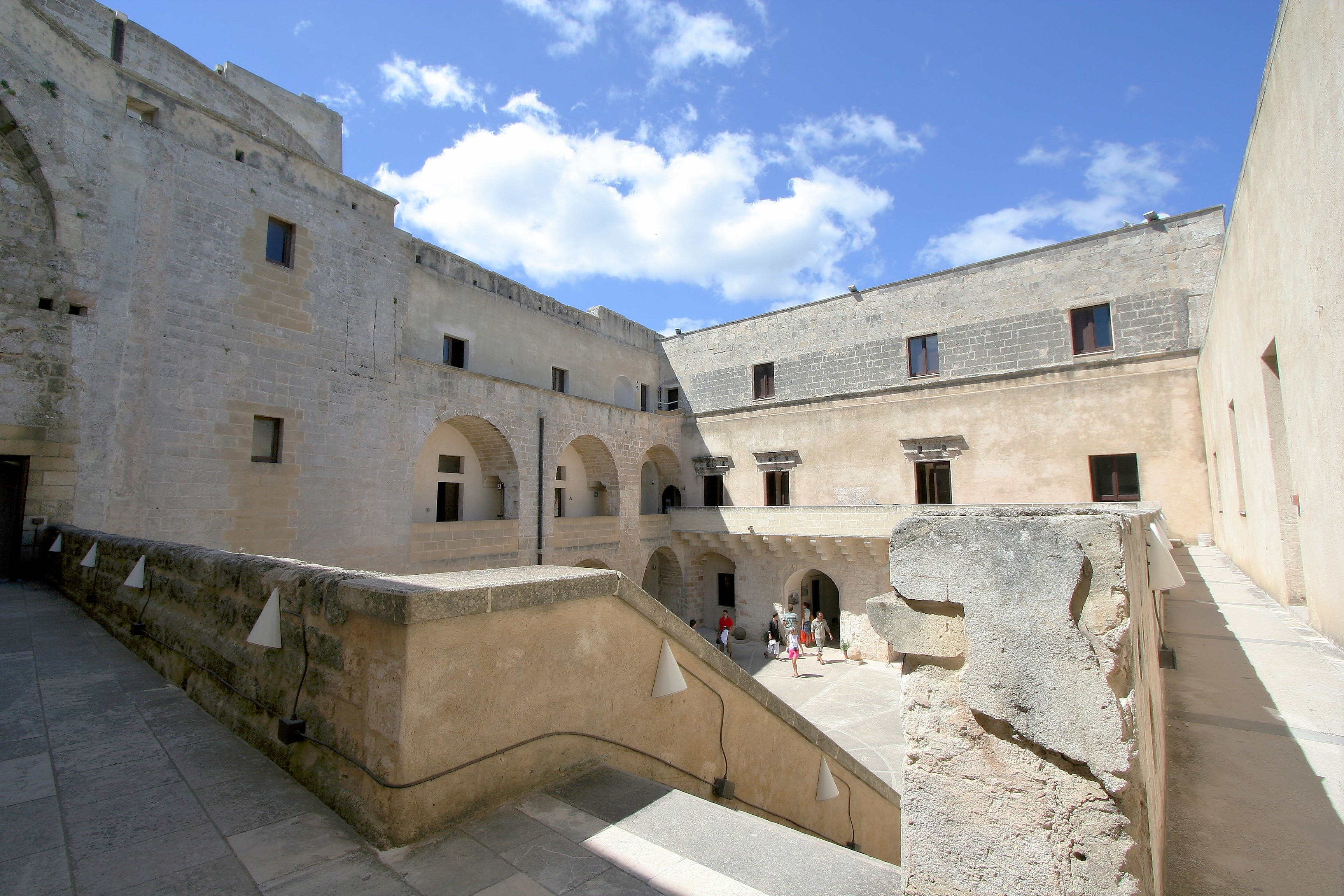
Interior de la fortalesa.

El setge sofert per la ciutat el 1067 va danyar greument la fortalesa que va ser reparada i reforçada pocs anys després per ordre de Robert Guiscard. De la reconstrucció promoguda el 1228 per Frederic II del Sacre Imperi Romanogermànic hi ha evidents traces en la torre del cos mitjà cilíndric, incorporada al baluard, i al mur cortina nord-est. Una anàlisi del soterrani suggereix que el castell estava situat en un pla amb un nucli central quadrangular, marcat a les cantonades per torres cilíndriques.
Després del setge d'Òtranto del 1480, any en què tot el sud d'Itàlia va ser objecte de l'atac turc, es va haver de reconstruir el castell, cosa que va fer Alfons II de Nàpols duc de Calàbria. Al final del segle, quan la ciutat es va comprometre als venecians, l'estructura es va reforçar encara més amb l'addició d'artilleria i bombarders. De la fase aragonesa a principis del segle XXI només queda una torre i part de les muralles.
L'aspecte actual del fort es deu, de fet, als virreis espanyols amb obres de defensa implementades el 1535 per Pedro de Toledo, del qual es conserva l'escut del portal d'entrada i a la cortina exterior. Els dos baluards poligonals es van afegir el 1578 al costat que donava al mar incorporaven el baluard aragonès preexistent. A mitjan segle següent es va reforçar encara més el castell.

## Descripció
Té un pla pentagonal, envoltat d'un gran fossat i marcat per quatre torres, tres circulars en carpar i una amb la punta que arriba cap al mar; al cinquè costat, descobert, s'obre el pont llevadís.

## Inspiracions
La fortalesa d'Otranto va inspirar la primera novel·la gòtica de la història, El castell d'Otranto, d'Horace Walpole (1764) i el llibret d'una òpera buffa, Le Baron d'Otrante (1769) de Voltaire.